# ホモンホン島
ホモンホン島(ホモンホンとう、英語: Homonhon Island)はフィリピンレイテ湾の東に位置する東サマル州の島。20kmほどの大きさの島で、ギウアンの一部となっている。
ホモンホンの北西にはモントコナン(Montoconan)という小島が存在する。

## 歴史
フェルディナンド・マゼランの世界一周の途中で太平洋横断を生き残った3隻の舟はマリアナ諸島を通過後、上陸する土地がなく食料のない状態となっていた。1521年3月16日にホモンホン島に上陸し、当時のホモンホン島は無人島ではあったが乗組員は食料を集めることができた。
その後程なくして、マゼラン隊はリマサワ島のCulambuのラージャの小船に発見され、4月7日にセブ島に連れて行かれた。このことからCulambuのラージャはセブ島のダトゥと同盟していたと考えられる。
彼らがホモンホン島に到着した3月16日は聖ラザロの祝祭の期間であり、この日は現在ではフィリピンへのキリスト教の伝来の日となっている。島の名はマゼランがつけたもので、「給水にとても良い島」という意味を持つ。

## バランガイ
ホモンホン島のバランガイ人口一覧（2020年国勢調査）
| バランガイ                    | 人口    |
| ----------------------------- | ------- |
| ビタウガン (Bitaugan)         | 445人   |
| カグスアン (Cagusu-an)        | 707人   |
| カナウェーヨン (Canawayon)    | 427人   |
| カグスラン (Cagusuran)        | 964人   |
| クラシ (Culasi)               | 446人   |
| ハバグ (Habag)                | 317人   |
| イナプラガン (Inapulagan)     | 548人   |
| パグババンナン (Pagbabangnan) | 550人   |
| 合計                          | 4,413人 |

## 経済
この島には、1980年代からニッケルとクロマイトの採掘に携わる4つの大規模な採掘場がある。